# Шевчук Андрій Володимирович (історик)
Шевчук Андрій Володимирович (нар. 1 вересня 1975, селище Мирний Коростенський район Житомирська область) — український науковець, кандидат історичних наук з 2007, доцент кафедри всесвітньої історії та правознавства з 2010. З 2008 — декан історичного факультету ЖДУ імені Івана Франка, з 2014 — проректор з навчально-методичної та виховної роботи ЖДУ імені Івана Франка. 2018 р. - доцент кафедри всесвітньої історії Житомирського державного університету імені Івана Франка. 3 2023 року - доктор історичних наук. З 1 вересня 2023 р. професор кафедри міжнародних відносин і політичного менеджменту Державного університету "Житомирська політехніка".

## Біографічні відомості
Народився 1 вересня 1975 року в селищі Мирний Коростенського району Житомирської області у робітничій сім'ї. У 1980 році родина переїхала до міста Новий Розділ Миколаївського району Львівської області. Історико-культурна своєрідність Галичини вплинула на подальше формування особистості та вибір майбутнього фаху: 1992 року після успішного закінчення Новороздільської середньої школи № 4 [Архівовано 6 жовтня 2014 у Wayback Machine.] став студентом історичного факультету Ужгородського державного університету. Після завершення навчання був призваний до лав Збройних сил України, а демобілізувавшись, розпочав педагогічну діяльність. 1998 року він почав працювати викладачем гуманітарних дисциплін Будівельного технікуму міста Житомира. З 2003 р. працював у Житомирському державному університеті імені Івана Франка. З 1 вересня 2023 р. професор кафедри міжнародних відносин і політичного менеджменту Державного університету "Житомирська політехніка".
Одружений.
Дружина — Шевчук Лариса Миколаївна — професор, доктор біологічних наук, професор кафедри наук про Землю Державного університету "Житомирська політехніка".

## Наукова діяльність
З 2001 року став пошукачем кафедри історії для гуманітарних спеціальностей Київського національного університету імені Тараса Шевченка (науковий керівник — доктор історичних наук, професор Гусєв Віктор Іванович). 2003 року пов'язує свою професійну діяльність з Житомирським державним університетом імені Івана Франка, де почав працювати на посаді асистента кафедри всесвітньої історії. У 2006 році захистив кандидатську дисертацію в Київському національному університеті імені Тараса Шевченка «Селянська реформа 1861 р.: суть та вплив на аграрні відносини у Волинській губернії» за спеціальністю 07.00.01 — історія України. У 2008 році був обраний деканом історичного факультету. З вересня 2014 року — проректор з навчально-методичної та виховної роботи. З 1 вересня 2023 р. професор кафедри міжнародних відносин і політичного менеджменту Державного університету "Житомирська політехніка"
23 грудня 2022 року у спеціалізованій раді Д 26.235.01 Інституту історії України НАН України захистив дисертацію "Судова влада та суспільство Правобережної України наприкінці ХVІІІ – першій третині ХІХ ст." на здобуття наукового ступеня доктора історичних наук за спеціальністю 07.00.01 - історія України (науковий консультант - проф., д. і. н. Валентина Степанівна Шандра). 
У сфері наукових зацікавлень Андрія Володимировича Шевчука — питання закордонної та української історіографії, історія судової влади на Правобережній України наприкінці XVIII — у першій половині XIX століття. У 2010 році присвоєно вчене звання доцента. Заступник головного редактора збірника наукових праць «Волинські історичні записки [Архівовано 6 жовтня 2014 у Wayback Machine.]».
Автор понад 80 наукових праць.

## Основні праці
- Польське національне повстання 1863 р.: вплив на земельне облаштування селян Волинської губернії (60 — 70-і рр. XIX ст.) // Історичний журнал. — 2005. — № 6. — С. 45—54.
- Перша спроба проаналізувати замовчуване // Історичний журнал. — 2006. — № 6. — С. 91—93.
- Селянські господарства Волинської губернії другої половини XIX ст.: проблеми розвитку. // Вісник Академії праці і соціальних відносин Федерації профспілок України. — 2007. — № 5. — С. 164—168.
- Волинський дворянський комітет: турбота про майбутнє кріпаків чи захист інтересів поміщиків (1858—1859) [Архівовано 3 лютого 2022 у Wayback Machine.] // Наукові праці Кам'янець-Подільського державного університету: Історичні науки. — Кам'янець-Подільський: Оіюм, 2007. — Т. 17. — С. 186—193.
- Поміщицькі господарства Волинської губернії після Селянської реформи 1861 р. // Вісник Академії праці і соціальних відносин Федерації профспілок України. — 2008. — № 1. — С. 167—171.
- Клірові відомості як джерело з генеалогії населення Волинської губернії XIX — початку XX ст.: інформативне наповнення та стан збереження // Вісник Академії праці і соціальних відносин Федерації профспілок України. — 2008. — № 4. — С. 106—109.
- Вплив національного фактора на облаштування земельного устрою чиншовиків Волинської губернії за законом 1886 р. // Історія. Філософія. Релігієзнавство. — 2009. — № 2. — С. 38—42.
- Інтеграція інституції адвокатури Речі Посполитої до російської судової системи Правобережної України наприкінці XVIII — в першій половині XIX ст. [Архівовано 6 жовтня 2014 у Wayback Machine.] // Науковий вісник Волинського національного університету імені Лесі Українки. — № 10. — С. 96—105.
- Судова влада в Російській імперії першої половини XIX ст.: історіографічний огляд. [Архівовано 6 жовтня 2014 у Wayback Machine.] // Волинські історичні записки. — № 4. — С. 69-81.
- Формування дворянського станового суду в українських губерніях Російської імперії // Історія. Філософія. Релігієзнавство. — 2010. — № 1—2. — С. 61—69 та інші.
- Шевчук А. В. Судова влада в житті суспільства Правобережної України (кінець XVIII – перша третина ХІХ ст.): монографія. Житомир: Видавець Євенок О. О., 2022. 580 с.
- Шевчук А. Боротьба фіскалів і влади за контроль над судовою системою Західних губерній Російської Імперії (1799 р.) // Емінак: науковий щоквартальник. Київ; Миколаїв. 2018. № 4 (24). Жовтень – грудень. С. 82–86.
- Шевчук А. Волинський надвірний суд (1798–1801): заснування, структура та діяльність // Проблеми історії України ХІХ – початку ХХ ст. Київ. 2018. № 28. С. 179–202.
- Шевчук А. Кадровий склад підкоморських судів Правобережної України (1797–1832) // Інтермарум: історія, політика, культура. Житомир: «Полісся». 2018. № 5. С. 182–200.
- Шевчук А. Повітові межові суди Подільської губернії (1814–1840): заснування, структура, кадровий склад та соціальний портрет // Вісник Маріупольського державного університету. Серія: Історія. Політологія. Маріуполь: «Видавничий відділ МДУ». 2019. № 24. С. 150–163.
- Шевчук А. Подільський губернський апеляційний нормальний суд (1818–1840): заснування, кадровий склад і соціальний портрет // Емінак: науковий щоквартальник. Київ; Миколаїв. 2019. № 2 (26). Квітень – червень. С. 43–55.
- Шевчук А. Соціальний портрет підкоморія Правобережної України (1797–1832 рр.) // Наукові записки Вінницького державного педагогічного університету імені Михайла Коцюбинського. Серія: Історія. Вінниця: ТОВ «ТВОРИ». 2019. № 27. С. 9–18.
- Шевчук А. Соціальне значення діяльності кримінальних департаментів головних судів Правобережної України (1797–1831 рр.) // Наукові записки Вінницького державного педагогічного університету імені Михайла Коцюбинського. Серія: Історія. Вінниця: ТОВ «ТВОРИ». 2019. № 30. С. 9–19.
- Шевчук А. Юрисдикція підкоморських судів Правобережної України (1797–1832) та їх соціальне значення // Вчені записки ТНУ імені В.І. Вернадського. Серія: Історичні науки. Київ: Видавничий дім «Гельветика». Том 30 (69). № 2. С. 99–110.
- Шевчук А. Юрисдикція та соціальне значення межових судів Подільської губернії (1814–1840 рр.) // Вчені записки ТНУ імені В.І. Вернадського. Серія. Історичні науки. Київ: Видавничий дім «Гельветика». Том 30 (69). № 3. С. 93–105.
- Shevchuk A. Supreme courts of the Right-bank Ukraine (1797–1831): traditions of the Polish and Lithuanian commonwealth and imperial expertise // Інтермарум: історія, політика, культура. Житомир: Видавництво ЖДУ імені Івана Франка. 2019. № 6. С. 7–30.
- Шевчук А. Принципи діяльності кримінальних департаментів головних судів Правобережної України (1791–1831 рр.) // Проблеми історії України ХІХ – початку ХХ ст. Київ. 2019. № 29. С. 157–183.
- Шевчук А. Цивільні департаменти головних судів Правобережної України (1797–1831): імперські практики у річпосполитівській судовій традиції // Наукові записки Вінницького державного педагогічного університету імені Михайла Коцюбинського. Серія: Історія. Вінниця: ТОВ «ТВОРИ». 2020. № 31. С. 17–29.
- Шевчук А. Соціальне значення діяльності повітових судів Правобережної України (1797–1831 рр.) // Вчені записки ТНУ імені В.І. Вернадського. Серія. Історичні науки. Київ: Видавничий дім «Гельветика». Том 31 (70). № 4. С. 108–115.
- Шевчук А. Канцелярские служащие главных судов Правобережной Украины: принципы формирования и кадровый состав (1797–1831 гг.) // Емінак: науковий щоквартальник. Київ; Миколаїв. 2020. № 2 (30). Квітень – червень. С. 30–44.
- Шевчук А. Судове вреґулювання поземельних відносин у Правобережній Україні (1797–1840 рр.) // Український історичний журнал. Київ. 2020. Число 4. С. 29–45.
- Shevchuk A. Officials of the chief courts of Right-Bank Ukraine: between the imperial practices and the Polish-Lithuanian judicial tradition (1797–1831) // Skhidnoievropeiskyi istorychnyi visnyk – East European historical bulletin. Drohobych. 2020. № 17. P. 15–29.
- Шевчук А. Імперське конструювання судової системи для городян Правобережної України (1797–1801 рр.) // Архіви України. Київ. 2021. Випуск 1 (№ 326): січень – березень. С. 163–183.
- Шевчук А. Повітові та головні суди Правобережної України (1797–1831 рр.): улаштування, кадровий склад, діяльність // Український історичний журнал. Київ. 2021. Число 4. С. 47–61
- Шевчук А. Радники головних судів Правобережної України: реалізатори імперських практик (1797–1831) // Evropský filozofický a historický diskurz. Praha: BEROSTAV DRUŽSTVO. 2020. V. 6. Iss. 1. S. 11–18.
- Shevchuk A. Spravnyk in Volyn Province Administrative System (END OF THE 18TH CENTURY – 1860S) / A. Shevchuk, O. Markevych // Eminak. - 2022. - Vol. 3. - P. 9-25.